# El desert dels tàrtars
El desert dels tàrtars (Il deserto dei Tartari en l'original italià) és una novel·la de Dino Buzzati publicada el 1940 i considerada un dels llibres més importants del segle XX. L'any 1976 va ser adaptada al cinema en una pel·lícula homònima i l'any 1985 va ser traduïda al català per l'editorial Empúries.

## Argument
Drogo és un jove militar que és destinat provisionalment a la fortalesa Bastiani, a la frontera. De seguida s'adona que allà la vida només té un sentit, que és esperar l'atac del nord per justificar l'existència, d'altra manera sense al·licients, de la guarnició allà confinada. Tots els soldats comparteixen aquest anhel, però no el confessen, mentre passen les guàrdies en una vida monòtona i aïllada de la civilització. En adonar-se'n, intenta marxar a un altre destí, però el convencen per quedar-s'hi uns mesos. Atret per l'influx del somni de l'atac i pel paisatge del desert, Drogo acaba consumint la seva vida a la fortalesa. Quan finalment arriben els enemics, després de diverses decepcions, Drogo ja és un vell i el seu superior ordena que l'evacuïn malgrat les seves protestes. Drogo mor en un hostal de carretera lliurant l'autèntic combat de la seva vida: la mort.

## Anàlisi
L'espera sense sentit d'un enemic que mai arriba emparenta aquesta obra amb altres, com Tot esperant Godot, i altres llibres de la Literatura de l'absurd. La malenconia pel pas del temps i la cerca del sentit de la vida són els temes principals d'aquesta obra. El tòpic del tempus fugit apareix de manera explícita al llarg de la narració, ja que el narrador intenta alertar Drogo que el temps corre cada cop més de pressa i que està malbaratant la seva existència en aquell indret perdut. Justament, però, l'espera, el somni, és el que acaba tenint sentit per al protagonista, que per aquest motiu no encaixa en la vida civil en els escassos parèntesis en què abandona la fortalesa, que esdevé un símbol pel seu caràcter de ruïna i de frontera. L'únic final possible per a tots els somnis és la mort, que cal afrontar amb valor per justificar l'haver viscut, un missatge que el protagonista comprèn al llit de la fonda als darrers capítols de la novel·la. L'argument de Buzzati va inspirar l'obra Waiting for the Barbarians, de John Maxwell Coetzee.